# Polymastia conigera
Polymastia conigera är en svampdjursart som beskrevs av James Scott Bowerbank 1874. Polymastia conigera ingår i släktet Polymastia och familjen Polymastiidae. Inga underarter finns listade i Catalogue of Life.